# Baltazar Amaya
Pas d'image ? Cliquez ici

a Compétitions nationales et continentales officielles uniquement.

b Matchs officiels uniquement.
Dernière mise à jour le 27 septembre 2023.
Baltazar Amaya, né le 26 mai 1999 à Buenos Aires (Argentine), est un joueur international uruguayen de rugby à XV, évoluant aux postes d'ailier ou d'arrière.

## Biographie
Bien qu'il soit né en Argentine, Baltazar Amaya a grandi en Uruguay en raison du déménagement de sa famille lorsque son père a été muté pour travailler dans une banque, alors qu'il avait 9 ans. Pendant son enfance, il a été exposé au rugby, car son père était également un ancien joueur et entraineur du Hindú Club. Amaya a fréquenté des écoles britanniques de la capitale uruguayenne.
En plus de son intérêt pour le rugby à XV, Amaya est un fervent supporter de l'équipe de football du Club Atlético Boca Juniors.

### Carrière

#### En club
Baltazar Amaya a commencé à jouer au rugby à l’âge de 6 ans au Hindú Club, le club où son père avait déjà joué, mais à l'âge de 9 ans, sa famille a déménagé à Montevideo.
De l'autre côté du Río de La Plata, Amaya a continué à jouer au rugby pendant son passage à l'école, et complète sa formation en rejoignant le club des Old Boys. Il fait ses débuts senior dans ce club, avec qui il remporte le championnat en 2021.
Ses prestations lui valent de signer un contrat professionnel au début de la saison 2020, avec le Peñarol Rugby, évoluant en Súper Liga Americana de Rugby. Il prolonge ensuite pour les saisons 2021 et 2022,,. Avec son club de Peñarol Rugby, il remporte la compétition en 2022.
Le 22 avril 2025, le joueur décide de quitter son pays natal pour la France, en signant avec l'AS Béziers, club de Pro D2 jusqu'en 2027.   

#### En sélection
Baltazar Amaya connait sa première expérience  international avec l'équipe d'Uruguay des moins de 20 ans, entre 2018 et 2019. Il participe notamment avec les Los Teritos au trophée mondial des moins de 20 ans, en 2018 en Roumanie, puis en 2019 au Brésil, où l'Uruguay a réussi à se classer quatrième,.
À partir de 2020, il évolue avec l'équipe d'Uruguay de rugby à sept, dont il est l'un des joueurs importants lors de la Coupe du monde en 2022 au Cap, il inscrit cinq essais en cinq rencontres.
Durant cette même année 2021, Amaya fait ses débuts sous le maillot de l'équipe d'Uruguay de rugby à XV face à la Roumanie,.
En 2023, il est retenu dans la liste de joueurs sélectionnés pour disputer la Coupe du monde 2023,. Pour le premier match des Teros face à la France, Amaya est l’auteur d’une prestation remarquée ponctuée par un essai,.

## Statistiques en équipe nationale
- 9 sélections avec l'Uruguay depuis 2021.

- Participation à la Coupe du monde en 2023 (2 matchs).

## Palmarès
- Finaliste de la Súperliga Americana en 2021 avec Peñarol.
- Vainqueur du Championnat d'Uruguay en 2021 avec Old Boys.
- Vainqueur de la Súperliga Americana en 2022 avec Peñarol.